# Katrin Mueller-Rottgardt
Pour les articles homonymes, voir Müller et Kathrin Müller.
Katrin Mueller-Rottgardt, née le 15 janvier 1982 à Duisbourg, est une athlète handisport allemande spécialiste du sprint et du saut en longueur dans la catégorie T12 pour les athlètes souffrant d'une déficience visuelle.

## Carrière
Née avec seulement 10% de la vue, elle débute l'athlétisme à l'âge de onze ans en 1994,.
Katrin Mueller-Rottgard participe aux Jeux paralympiques de 2016 où elle remporte la médaillée de bronze sur le 100 m T12. La même année, aux Championnats d'Europe à Grosseto, elle conserve son titre sur le 100 m T12 ainsi que l'or sur le 200 m. Sur le 100 m, elle bat son record personnel en 12 s 20 et bat le record des championnats en 24 s 29 sur le 200 m,. Elle obtient également le bronze sur le saut en longueur en 5,45 m.
En 2017, elle est médaillée d'argent sur le 100 m aux Championnats du monde d'athlétisme handisport 2017 en 12 s 04 avec son nouveau guide, Noel-Philippe Fiener.
Lors des Championnats d'Europe handisport 2018 à Berlin, elle remporte l'or sur le 100 m T12 avec son guide Alexander Kosenkow. Elle est également médaillée d'argent sur le saut en longueur avec un saut à 5,06 m, derrière l'Espagnole Sara Martinez.